# Kylie McKenzie
Kylie McKenzie (ur. 27 listopada 1971) – australijska zapaśniczka walcząca w stylu wolnym. Zajęła jedenaste miejsce na mistrzostwach świata w 1997. Złota medalistka mistrzostw Oceanii w 1996 roku.